# Xã Maine, Quận Adams, Bắc Dakota
Xã Maine (tiếng Anh: Maine Township) là một xã thuộc quận Adams, tiểu bang Bắc Dakota, Hoa Kỳ. Năm 2010, dân số của xã này là 22 người.